# Terminalia kilimandscharica
Terminalia kilimandscharica är en tvåhjärtbladig växtart som beskrevs av Adolf Engler. Terminalia kilimandscharica ingår i släktet Terminalia och familjen Combretaceae. Inga underarter finns listade i Catalogue of Life.